# Among Us (serie de televisión)
Among Us es una próxima serie de televisión animada estadounidense creada por Owen Dennis basada en el videojuego de 2018 del mismo nombre .

## Reparto
- Randall Park como Rojo
- Ashley Johnson como Púrpura
- Yvette Nicole Brown como Naranja
- Elijah Wood como Verde
- Dan Stevens como Azul
- Liv Hewson como Negro
- Kimiko Glenn como Cyan
- Patton Oswalt como Blanco
- Debra Wilson como Amarillo
- Phil LaMarr como Brown
- Wayne Knight como Lima

## Producción
El programa se anunció en junio de 2023 con CBS Eye Animation Productions y Titmouse, Inc. produciendo el programa.  También se confirmó que Owen Dennis, creador de la serie Infinity Train, participará como director. 
En marzo de 2024, se anunció que Randall Park, Ashley Johnson, Yvette Nicole Brown, Elijah Wood, Dan Stevens, Liv Hewson y Kimiko Glenn proporcionarían sus voces para la serie.   En abril, Patton Oswalt, Debra Wilson, Phil LaMarr y Wayne Knight se unieron a la serie.  